# Сильніше, ніж зброя
«Сильніше, ніж зброя» (англ. Stronger than Arms) — перший документальний фільм групи українських кінематографістів «Babylon'13», який вийшов у прокат 27 листопада 2014 року. Стрічка показує еволюцію українських реалій від стихійної спроби захоплення Адміністрації Президента 1 грудня до кривавих боїв у руїнах донецького аеропорту.
Займає 95-100-у позицію у списку 100 найкращих фільмів в історії українського кіно.

## Сюжет
«Сильніше, ніж зброя» — це розгорнуте полотно драматичних подій Української революції Гідності та російсько-української війни — від стихійної спроби захоплення будівлі президентської адміністрації 1 грудня 2013 року до кривавих боїв у руїнах Донецького аеропорту восени 2014-го. В картині немає жодного неправдивого чи симульованого кадру: фільм нагадує сплав, у якому показ драматичних подій перетікає в осмислення шляхів творення нового суспільства, а мистецьке переживання зафіксованої документальної реальності для глядача є потужнішим та впливовішим від ігрового кіно.

## Назва
«Ваші камери сильніші, ніж зброя», — саме ці слова почув один з учасників групи «Вавилон 13» Ярослав Пілунський від бойовика, коли у березні разом з іншим оператором Юрієм Грузіновим потрапив у полон в Криму. Вирішили, що кращої назви для фільму не знайти.

## Кошторис
Фільм створений на позабюджетній основі зусиллями громадянської кіноініціативи творчого об'єднання «Вавилон'13». І це наочно демонструє, що справжнє, суспільно важливе й резонансне кіно може творитися й відбутися з вищих міркувань та поривань.

## Реліз
Загальнонаціональна прем'єра фільму «Сильніше, ніж зброя» пройшла 27 листопада 2014 року в столичному кінотеатрі «Київська Русь». Картина мала кінотеатральний прокат у 20 найбільших містах України. 19 лютого 2014 року відбулася всеукраїнська телепрем'єра стрічки в ефірі телеканалу «24».

## Нагороди
Фільм «Сильніше, ніж зброя» здобув премію Національної спілки кінематографістів України як найкращий документальний фільм 2014 року, а колектив кінооб'єднання «Вавилон'13» був удостоєний поважної нагороди 44 Київського міжнародного кінофестивалю «Молодість» за видатний внесок в українське кіномистецтво. Картина номінувалася на кінопремію країн СНД та Балтії «Ніка» та здобула Бронзову нагороду 7 Міжнародного Лондонського артфестивалю «Passion For Freedom».